# Егоровка (Чугуевский район)
Егоровка (укр. Єговіка) — бывшее село в Чугуевском районе Харьковской области Украины.

## История
В ходе строительства Змиёвской ТЭС было перенесено в Новую Егоровку, а после территория села была искусственно затоплено из-за потребности расширения озера Лиман. До 50-х годов именовалось хутор Ново-Георгиевский.

## Географическое положение
Находилось на юге от пгт Слобожанского. На берегу озера Лиман.